# Vườn quốc gia Saylyugemsky
Vườn quốc gia Saylyugemsky (tiếng Nga: Сайлюгемский (национальный парк)) nằm trên khu vực núi giao cắt chữ "X" biên giới của bốn quốc gia Nga, Kazakhstan, Mông Cổ và Trung Quốc, thuộc dãy núi Altai của Trung Á. Do sự xa xôi và vị trí của nó tại các điểm gặp nhau của núi, thảo nguyên, sa mạc và rừng khiến đây là khu bảo tồn thiên nhiên quan trọng toàn cầu về đa dạng sinh học. Được chính thức thành lập vào năm 2010–2012, với mục đích cụ thể là bảo vệ loài cừu núi Argali và Báo tuyết đang có nguy cơ tuyệt chủng. Phần Dãy núi Saylyugem là một sườn núi của dãy Altai, kéo dài về phía đông bắc đến dãy núi Sayan. Khí hậu ở đây lạnh và bán khô hạn. Về mặt hành chính, vườn quốc gia nằm ở huyện Kosh-Agachsky của Cộng hòa Altai. Mặc dù du lịch sinh thái đóng vai trò quan trong, nhưng các chuyến ghé thăm đến khu vực này hiện yêu cầu giấy phép đặc biệt từ ban quản lý vườn quốc gia và các hoạt động chỉ giới hạn ở các con đường và đường mòn.

## Địa hình
Địa hình của Saylyugemsky là đồi núi với những đỉnh cao nhất lên tới 3.621 mét (11.880 ft) (trên rặng núi Tabagiyin-Their-Ula), nơi có các sông băng. Nhìn chung, Altai là một cao nguyên núi bị chia cắt sâu bởi các thung lũng sông, nơi có sự xuất hiện của những ngọn đồi hoặc thảo nguyên thoải. Với diện tích 118.380 hécta (457,1 dặm vuông Anh), vườn quốc gia bao gồm 3 phần là: "Saylyugem" và "Ulandryk" gần nhau ở sườn phía bắc của dãy Saylyugem, với phân khu cũ chạy dọc biên giới giữa Nga và Mông Cổ. Phần thứ ba có tên "Argut" được hình thành dựa trên mũi núi của dãy Katun và Bắc Chuya. Sông Argut chảy qua địa phận vườn quốc gia. Đường giới hạn băng tuyết dao động ở độ cao từ 2.300 đến 3.200 mét.
Các khu vực Saylyugem và Ulandryk đã trải qua quá trình cư trú của con người trong nhiều thiên niên kỷ khi chúng là khu vực chăn thả và săn bắn, trong khi khu vực Argut khó tiếp cận hơn nên vẫn còn tương đối nguyên sơ. Dãy núi Altai nằm ở rìa phía bắc của khu vực chịu ảnh hưởng kiến tạo bởi sự va chạm của mảng Ấn Độ vào châu Á. Khu vực này có hoạt động địa chấn, với một trận động đất lớn gần đây là Động đất Altai năm 2003. Các loại đá điển hình ở vùng núi này là đá granit và đá phiến biến chất.

## Động vật

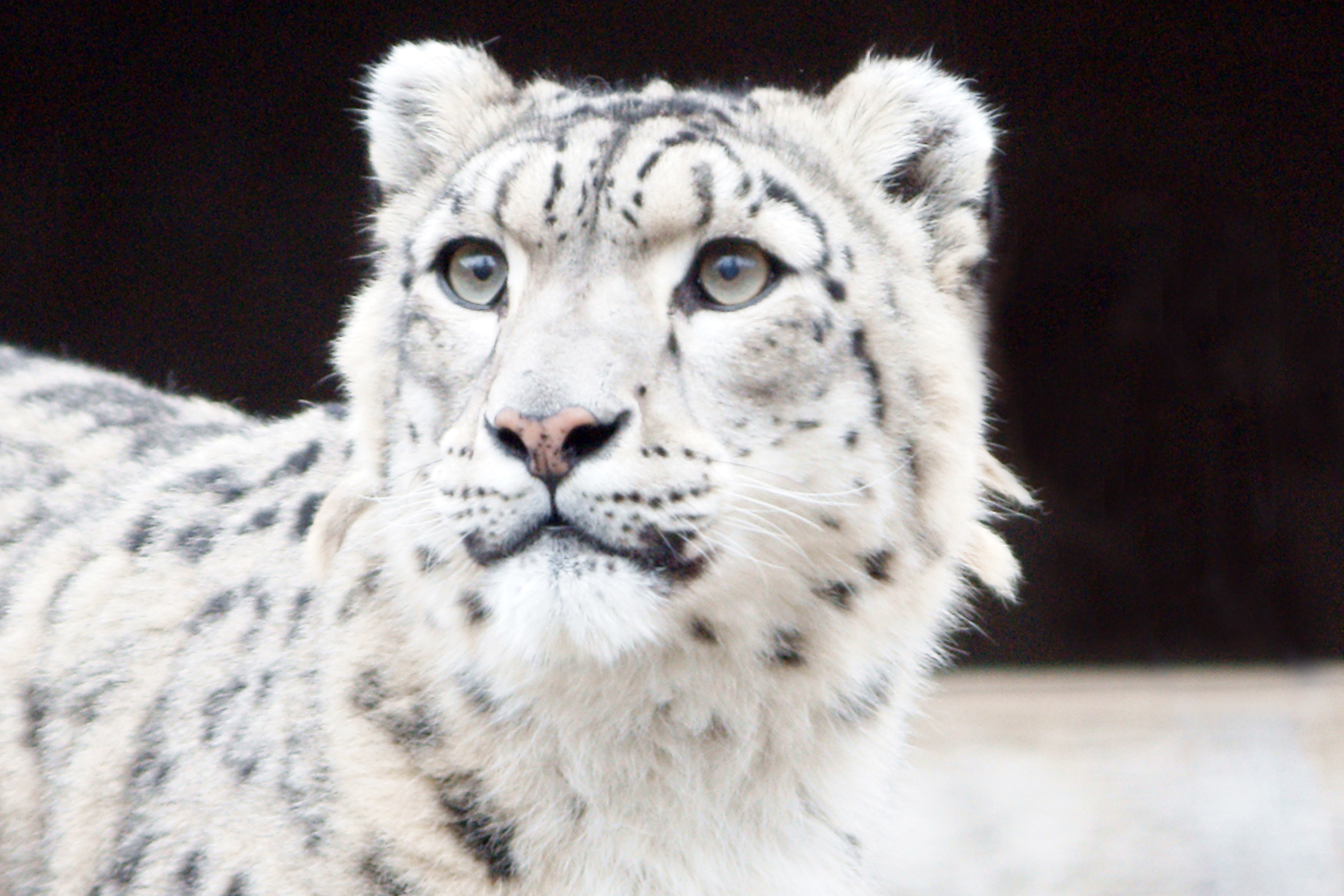
Cá thể báo tuyết tại Sở thú Moskva.

Báo tuyết là tâm điểm cho những nỗ lực bảo tồn tại đây. Ước tính có khoảng 15-20 cá thể sống trong vườn quốc gia và khoảng 50-60 cá thể ở vùng đệm xung quanh. Chúng có mặt tại vùng núi đá, nơi cơ thể chắc nịch và bộ lông dày giúp chúng dễ dàng thích nghi. Saylyugemsky nằm ở rìa phía bắc phạm vi sinh sống của loài này. Thức ăn chính của chúng là loài dê núi Altai-Sayan, loài dê núi ước tính có khoảng 3.200-3.700 cá thể. Vào năm 2015, các nhà khoa học đã tìm thấy bằng chứng về loài gấu Saylyugemsky quý hiếm, được cho là đã tuyệt chủng trong khu vực cách đây 30 năm. Sylyugemsky là nơi có trung tâm phát triển loài dê núi Siberia, với các quần thể Argali xuyên biên giới có số lượng khoảng 500-550 cá thể.
Các loài khác được tìm thấy có thể kể đến nai và hươu, đáng chú ý là hươu xạ khi chúng bị săn bắn bất hợp pháp để lấy xạ hươu bằng những dây bẫy. Điều này vô tình khiến một số cá thể báo tuyết bị dính bẫy.
Các sườn núi là nơi sinh sản vô cùng quan trọng của loài cắt Saker đang có nguy cơ tuyệt chủng, khi số lượng của chúng đã giảm trong những năm gần đây do nạn săn trộm. Phần phía nam của vườn quốc gia đã ghi nhận 146 loài chim, bao gồm đại bàng đuôi trắng, đại bàng hung, đại bàng vàng, kền kền râu, kền kền đen, Kền kền Griffon, cắt lớn, cắt nhỏ, gà tuyết Altai.

## Du lịch
Là nơi bảo tồn các loài dễ bị thương tổn và có nguy cơ tuyệt chủng cùng các địa điểm văn hóa, vườn quốc gia có những hạn chế chặt chẽ đối với mục đích và di chuyển. Việc vào đây cần có giấy phép của ban quản lý vườn quốc gia và du khách phải đi trên các con đường và đường mòn sẵn có.